# Алексеев, Владимир Васильевич (Герой Социалистического Труда)
Владимир Васильевич Алексеев — советский государственный и хозяйственный деятель, Герой Социалистического Труда.

## Биография
Родился 28 марта 1926 года в Москве. Русский. В 1948 году окончил Московский институт инженеров железнодорожного транспорта и работал в системе организаций транспортного строительства. 
В середине 1960-х годов руководил работами по строительству автодорожного моста через реку Оку в городе Алексине Тульской области, за что был удостоен звания «Почётный гражданин города Алексина».
В 1966-1968 годах – главный инженер треста, а с 20 июня 1968 по 12.10.1983 – управляющий мостостроительным трестом № 5 Министерства транспортного строительства СССР в городе Риге Латвийской ССР (ныне – Латвия). 
В 1983-1991 годах – заместитель Министра транспортного строительства СССР. 

## Государственные награды
- Герой социалистического труда
- орден Ленина (18.09.1981),
- орден Октябрьской Революции (20.02.1974),
- 2 ордена Трудового Красного Знамени] (07.05.1971; 10.03.1977),
- орден Дружбы народов (09.07.1986),
- Лауреат премии Совета министров СССР (1978).

Умер в Москве в 2010 году.